# مروان برغوثی
مروان برغوثی (زادهٔ ۶ ژوئن ۱۹۵۹) سیاستمدار و فرمانده نظامی فلسطینی عضو جنبش فتح است که از سال ۲۰۰۲ به اتهام قتل ۴ اسرائیلی و ۱ یونانی در زندان به سر می‌برد. او که به ۵ بار حبس ابد محکوم شده در سال ۲۰۰۶ با قرار گرفتن در صدر فهرست انتخاباتی جنبش فتح به مجلس قانون‌گذاری فلسطین راه یافت و در سال ۲۰۰۹ به عضویت شورای رهبری فتح انتخاب شد. تحلیل‌گران سیاسی او را محبوب‌ترین شخصیت سیاسی فلسطین می‌دانند.
برغوثی در انتخابات ریاست‌جمهوری سال ۲۰۰۵ فلسطین برای جانشینی یاسر عرفات قصد نامزدی در انتخابات و رقابت با محمود عباس از سلول زندان را داشت که سرانجام با مخالفت اعضای مرکزی ساف از این کار منصرف شد.
برغوثی در میان همهٔ گروه‌های فلسطینی و شمار زیادی از یهودیان محبوبیت دارد و می‌تواند رهبری باشد که حماس و فتح بر روی او به توافق برسند. حماس پیشنهاد معاوضه او و تعداد دیگری از زندانیان فلسطینی را با گیلعاد شلیط داده بود. اختلاف نظر شدیدی در در دولت اسرائیل مورد آزادی یا ادامه زندان او وجود دارد. او همچنین دوستانی در جناح چپ اسرائیل دارد و به دلیل سال‌ها زندان در اسرائیل به خوبی عبری صحبت می‌کند.

## آغاز
مروان برغوثی کنش سیاسی را از سن ۱۵ سالگی با پیوستن به جنبش فتح به رهبری یاسر عرفات آغاز کرد و هم‌زمان با تبدیل شدن به چهره‌ای سیاسی در این جنبش، فعالیت‌های خود برای حمایت و دفاع از آرمان فلسطینی را افزایش داد.
او در سال ۲۰۰۲ در یادداشتی در روزنامه واشینگتن پست نوشت:‌ «با وجود آن که من و جنبش فتح که به آن تعلق دارم، با هرگونه حمله و هدف گرفتن غیرنظامیان در داخل اسرائیل، همسایه آینده‌مان مخالف هستیم. اما این حق را برای خود محفوظ می‌دانم که از خودم محافظت کنم، در برابر اشغال کشورم به دست اسرائيل مقاومت کنم و برای آزادی خودم بجنگم.» او نوشت: «من همچنان به دنبال هم‌زیستی مسالمت‌آمیز میان کشورهای مساوی و مستقل اسرائیل و فلسطین، مشروط بر عقب‌نشینی کامل از سرزمین‌های اشغالی سال ۱۹۶۷ هستم… صادقانه بگویم، ما از این که همواره مقصر ناسازگاری اسرائيلی‌ها شناخته شویم،‌ در حالی که برای اجرای قوانین بین‌المللی تلاش می‌کنیم، خسته شده‌ایم.»

## دادگاه
برغوثی به دلیل نقش کلیدی در انتفاضه الاقصی مورد تعقیب ارتش اسرائیل قرار گرفت. او یک بار در سال ۲۰۰۱ از چنگ نیروهای اسرائیلی گریخت. اما در ۱۵ آوریل ۲۰۰۲ در رام‌الله دستگیر شد. وی در یک دادگاه عادی در اسرائیل محاکمه شد. درحالی‌که معمولاً فلسطینی‌های دستگیرشده در دادگاه نظامی محاکمه می‌شوند. اتهام وی قتل، شروع به قتل، تحریک به قتل، و فعالیت در یک سازمان تروریستی بود. وکلای برغوثی دولت اسرائیل را به برپایی یک دادگاه نمایشی برای بی‌اعتباری یاسر عرفات و تشکیلات خودگردان فلسطین متهم کردند. برغوثی نیز دادگاه را غیرقانونی و نامشروع خواند و از ارائه دفاعیه خودداری کرد. او تأکید کرد که فقط از مقاومت مسلحانه پشتیبانی کرده و حمله علیه غیرنظامیان در اسرائیل را محکوم کرد. دادگاه در سال ۲۰۰۴ برغوثی را به دلیل ارتکاب ۵ فقره قتل (۴ اسرائیلی و یک یونانی) و یک شروع به قتل به ۵ بار حبس ابد و ۴۰ سال زندان محکوم کرد.
همسر او به نام «فدوی» (که خود وکیل است) در واکنش به این حکم به بی‌بی‌سی عربی گفت: «این اتهامات به این دلیل مطرح نشده که خود او مرتکب این اقدامات شده، دلیلش این بود که او یک رهبر است.» به گفته فدوی، برغوثی در جریان بازجویی‌ها «همه اتهامات علیه خودش» را رد کرده و اتهام بنیان‌گذاری گردان‌های شهدای الاقصی را نیز نپذیرفته است.
اسرائیل در سال ۲۰۱۱ یحیی سنوار را در جریان مبادله زندانیان فلسطینی با گیلعاد شلیط، سرباز اسرائیلی آزاد کرد اما حاضر نشد برغوثی را آزاد کند. حماس مدت‌ها برای آزاد کردن برغوثی تلاش کرده‌است.

## رهبری
محبوبیت برغوثی در میان مردم و گروه‌های فلسطینی، او را به گزینه مناسبی برای رهبری جنبش‌های فلسطینی تبدیل کرده است. در نظرسنجی دسامبر ۲۰۲۳ از رای‌دهندگان فلسطینی،‌ برغوثی در مجموع از بقیه نامزدهای احتمالی محبوب‌تر بود. او از راه حل دو کشوری حمایت می‌کند.
برغوثی در سال ۲۰۲۱ از داخل زندان نامزد انتخابات ریاست تشکیلات خودگردان فلسطینی شد. اما محمود عباس انتخابات را به بهانه خودداری اسرائیل از برگزاری رای‌گیری در بیت‌المقدس شرقی لغو کرد.

## تبادل
در پی جنگ اسرائیل و حماس، امیدهایی برای تبادل برغوثی با گروگان‌های حماس وجود دارد.